# Mutěnice (Strakonicei járás)
Mutěnice falu és önkormányzat (obec) Csehország Dél-csehországi kerületének Strakonicei járásában. Területe 2,28 km², lakosainak száma 209 (2008. 12. 31). A falu Strakonicétől mintegy 3 km-re délnyugatra, České Budějovicétől 52 km-re északnyugatra, és Prágától 102 km-re délre fekszik.
A település első írásos említése 1243-ből származik. Kőfejtőjében fluorit található, melynek bányászatát a 19. század végén megszüntették.

## Népesség
A település népessége az elmúlt években az alábbi módon változott:
| Lakosok száma | 226  | 230  | 220  | 286  | 217  | 191  | 232  | 258  | 261  | 274  |
|               | 1869 | 1890 | 1921 | 1950 | 1980 | 2001 | 2017 | 2019 | 2022 | 2024 |